# Oroville East (Kalifornija)
Oroville East je naseljeno područje za statističke svrhe u američkoj saveznoj državi Kalifornija. Prema popisu stanovništva iz 2010. u njemu je živjelo 8.280 stanovnika.